# Bad Leonfelden
Bad Leonfelden ist eine oberösterreichische Stadtgemeinde im Oberen Mühlviertel im Bezirk Urfahr-Umgebung. Mit einer Fläche von 40,33 km² und 4434 Einwohnern (Stand 1. Jänner 2025) ist Bad Leonfelden flächenmäßig die viertgrößte und bezogen auf die Einwohneranzahl die neuntgrößte Gemeinde des Bezirks.
Bad Leonfelden wurde im frühen 13. Jahrhundert als Lobenwelt erstmals urkundlich erwähnt und erhielt vor 1356 Marktrechte. Leonfelden war mit der nach den Hussitenkriegen errichteten Befestigungsanlage eine von vier Grenzbefestigungen gegen die Böhmen im heutigen Mühlviertel. Die Lage an zwei von der Donau nach Böhmen führenden Handelsstraßen brachte den Bürgern Wohlstand, obwohl die Handelstätigkeit von den Freistädtern sowohl militärisch als auch gerichtlich bekämpft wurde. Der Markt wurde 1850 Sitz eines Bezirksgerichts, Zentrum des Gerichtsbezirks Leonfelden und 1903 dem neu gegründeten Bezirk Urfahr angegliedert.
Vorläufer des Kurbetriebs in Bad Leonfelden war das zwischen 1881 und 1914 betriebene Moorbad im Badhaus Bründlwagner. In den 1960er Jahren wurde das Kurhaus Bad Leonfelden eröffnet, und der Kurort darf sich seither Bad Leonfelden bezeichnen. Seit den 1970er Jahren wurde Leonfelden zum Schulort des mittleren Mühlviertels ausgebaut und 2001 von der Oberösterreichischen Landesregierung zur Stadt erhoben.

## Geografie

### Lage
Das Ortszentrum von Bad Leonfelden liegt 28 km nördlich der Landeshauptstadt Linz und 6 km südlich der Staatsgrenze zu Tschechien im Oberen Mühlviertel. Zur 13 km nördlich in Tschechien gelegenen Stadt Vyšší Brod (Hohenfurth) führt der Grenzübergang Weigetschlag/Studánky.
Das Gemeindegebiet bedeckt eine Fläche von 40,33 km², die größte Ausdehnung beträgt in Ost-West-Richtung 6,6 km und in Nord-Süd-Richtung 10,7 km.
Die höchste Erhebung befindet sich am Osthang des Sternsteins auf rund 970 m ü. A. in der Nähe der Ortschaft Oberstern und der tiefste Punkt auf rund 675 m ü. A. nächst der Grenze zur Ortschaft Schönau in der Gemeinde Zwettl an der Rodl. Das Zentrum Bad Leonfeldens liegt auf 750 m ü. A.

### Geologie und Gewässer
Bad Leonfelden gehört zum Granit- und Gneisplateau, dem österreichischen Anteil der Böhmischen Masse. Aus geologischer und geomorphologischer Sicht sowie unter Aspekten der Raumnutzung gehört der größte Teil des Gemeindegebietes östlich und südöstlich des Zentrums zur oberösterreichischen Raumeinheit Leonfeldner Hochland, während sich die höheren Lagen des Sternsteins in der Raumeinheit Böhmerwald und die niedrigeren in den Südlichen Böhmerwaldausläufern befinden. Das westlich gelegene Gemeindegebiet um den Ortsteil Haid hat Anteil an der Raumeinheit Zentralmühlviertler Hochland.
Der Untergrund besteht im Ortsteil Leonfelden aus Quetschschiefer, am Südhang des Sternsteins bilden hingegen Schiefergneise den Hauptanteil. Im Gemeindegebiet finden sich auch Inseln mit Mauthausener und Weinsberger Granit sowie im südlichen Gebiet Perlgneise. Im Bereich der Rodlstörung treten verschiedene Gneisgesteine und Myloniten auf.
Bei den vorhandenen kleineren Stillgewässern handelt es sich um kleine Fisch- oder Löschwasserteiche. Das bedeutendste Fließgewässer ist die Große Rodl, die am Osthang des Sternsteins entspringt und östlich des Ortsteils Leonfelden in Richtung Donau fließt. Bis 1779 bildete der Fluss die Grenze zwischen dem Mühl- und Machlandviertel, heute zwischen dem oberen und unteren Mühlviertel.
Weitere Fließgewässer sind der Steinbach, der von mehreren Bächen gespeist wird und im Ortsteil Unterstiftung in die Große Rodl mündet, sowie der Granitzbach im Ortsteil Rading, der nordwärts zur Moldau fließt. Die Europäische Hauptwasserscheide verläuft vom Gipfel des Sternsteins südlich des Ortsteils Weigetschlag in Ost-West-Richtung durch das Gemeindegebiet.
Da sich die Wasserscheide im Laufe der Jahrtausende nordwärts verschoben hat, wird angenommen, dass die Rodl früher ebenfalls in die Moldau entwässerte.

### Gemeindegliederung

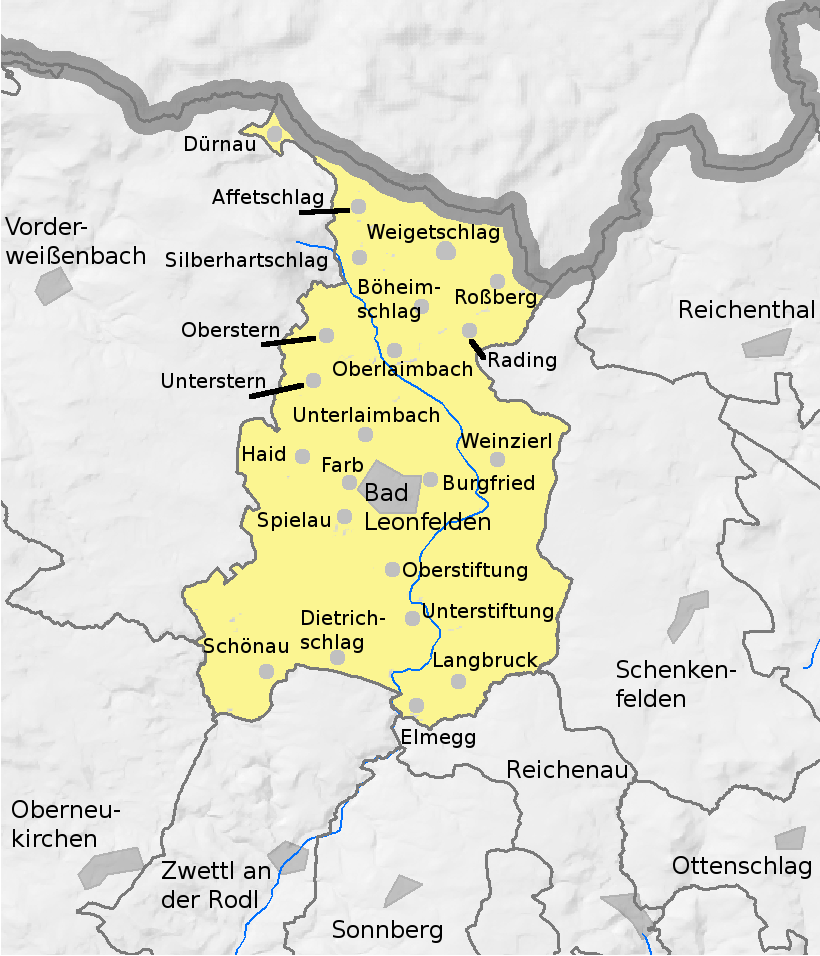
Stadtgliederung und Nachbargemeinden

Die Stadtgemeinde Bad Leonfelden besteht seit den Eingemeindungen am 1. November 1938 aus den Gebieten der fünf ehemals selbstständigen Ortsgemeinden Dietrichschlag, Laimbach, Leonfelden, Stiftung bei Leonfelden und Weigetschlag.
Die vorhandene Gliederung in Katastralgemeinden blieb dabei erhalten.
Leonfelden gliedert sich in folgende 23 Ortsteile (in Klammer die Einwohnerzahl Stand 1. Jänner 2025):
- Affetschlag (17)
- Bad Leonfelden (511)
- Böheimschlag (4)
- Burgfried (2147)
- Dietrichschlag (271)
- Dürnau (3)
- Elmegg (23)
- Farb (42)
- Haid (234)
- Langbruck (33)
- Oberlaimbach (144)
- Oberstern (12)
- Oberstiftung (190) samt Hagau
- Rading (57) samt Appenau
- Roßberg (17)
- Schönau (81)
- Silberhartschlag (10)
- Spielau (42)
- Unterlaimbach (168)
- Unterstern (36)
- Unterstiftung (259) samt Hagau und Im Graben
- Weigetschlag (65)
- Weinzierl (68)

Die landwirtschaftlichen Nutzflächen machen mehr als 60 % der Gemeindefläche aus, rund 35 % sind bewaldet:

### Nachbargemeinden
| Loučovice (Tschechien) | Vyšší Brod (Tschechien)                     |                        |
| Vorderweißenbach       | Kompassrose, die auf Nachbargemeinden zeigt | Schenkenfelden         |
| Oberneukirchen         | Zwettl an der Rodl                          | Reichenau im Mühlkreis |

Bad Leonfelden ist von den Gemeinden Schenkenfelden, Reichenau im Mühlkreis, Zwettl an der Rodl, Oberneukirchen und Vorderweißenbach umgeben, die alle zum Bezirk Urfahr-Umgebung gehören. Im Norden grenzt die Stadtgemeinde an die tschechische Gemeinde Vyšší Brod. Im Westen bilden Böhmerwald samt Sternstein und Brunnwald und im Osten der Miesenwald natürliche Grenzen zu den Nachbargemeinden.
Bad Leonfelden ist Mitglied im Verein für regionale Entwicklung SternGartl, dem zahlreiche weitere Gemeinden im mittleren Mühlviertel angehören. Als einzige Stadt des Vereins, gilt Bad Leonfelden als das inoffizielle Zentrum der betreffenden Region.
Die Gründung eines Interkommunalen Betriebsansiedlungsgebiets gemeinsam mit einigen Nachbargemeinden ist geplant.

### Klima
Die nächstgelegenen staatlichen Klimastationen befinden sich in Reichenau (685 m ü. A.) und Freistadt (560 m ü. A.).
Das Gemeindegebiet von Bad Leonfelden kann in drei klimatische Bereiche unterteilt werden, die alle in der ozeanischen Klimazone liegen. Das Sternsteingebiet, welches auf bis zu 1125 Metern Seehöhe liegt, gilt als der raueste Bereich der Gemeinde. Der Großteil des Gemeindegebiets befindet sich auf einem windanfälligen Hochplateau. Der Ortsteil Schönau liegt am niedrigsten und ist daher klimatisch begünstigt. Die nach Nordosten offene Hochebene ist allgemein stark windexponiert und lässt kalte Nordwinde einströmen, sodass die 6-°C-Jahresisotherme weit nach Süden reicht.
Im acht Kilometer entfernten Großtraberg (Gemeinde Oberneukirchen) auf 854 Metern Seehöhe herrscht eine Jahresdurchschnittstemperatur von 6,5 °C, wobei sich jene von Bad Leonfelden ebenfalls in dieser Größenordnung bewegt. Die höchsten Lagen der Gemeinde am Sternstein weisen eine Jahresdurchschnittstemperatur von 5,3 °C auf. Jänner und Februar sind die kältesten Monate, Juli und August die wärmsten. In Bad Leonfelden werden jährlich 110 bis 140 Frosttage gezählt. Die mittlere jährliche Niederschlagsmenge liegt bei rund 950 mm und steigt mit zunehmender Höhenlage. Im Gemeindegebiet gibt es kaum Nebel, da keine Inversionswetterlagen auftreten können.

## Geschichte

### Anfänge des Marktes
Im 11. Jahrhundert gehörte das Gebiet der heutigen Gemeinde zum Einflussbereich der Herren von Wilhering, die sich nach der Gründung der Burg Waxenberg Herren von Waxenberg nannten. Leonfelden wurde planmäßig an der Stelle angelegt, wo zwei uralte Handelswege, die von der Donau nach Böhmen führten, aufeinander trafen. Im Jahr 1236 wurde das Angerdorf erstmals schriftlich als Lobenvelt erwähnt (spätere Schreibweisen auch Lonveld, Lanveld, Lanfeld, Lannfeldt) und entwickelte sich zum regionalen Mittelpunkt. Der Name Leonfelden geht auf das Adelsgeschlecht der Lobensteiner (Burgruine Lobenstein) zurück. Mit der zunehmende Rodung der Region stieg die Bevölkerungszahl, weshalb 1292 die Pfarre Leonfelden von der Mutterpfarre Gramastetten abgetrennt wurde. Das Amt Leonfelden war Teil der Herrschaft Waxenberg und im Wallseer Teilungsvertrag von 1356 wurde Leonfelden als bestehender Markt mit niederer Gerichtsbarkeit (Taiding) genannt. Der Markt hatte das Recht auf einen Wochenmarkt und zwei Jahrmärkte. Eine weitere Einnahmequelle war das Niederlagsrecht.

### Mittelalter bis Mitte des 19. Jahrhunderts

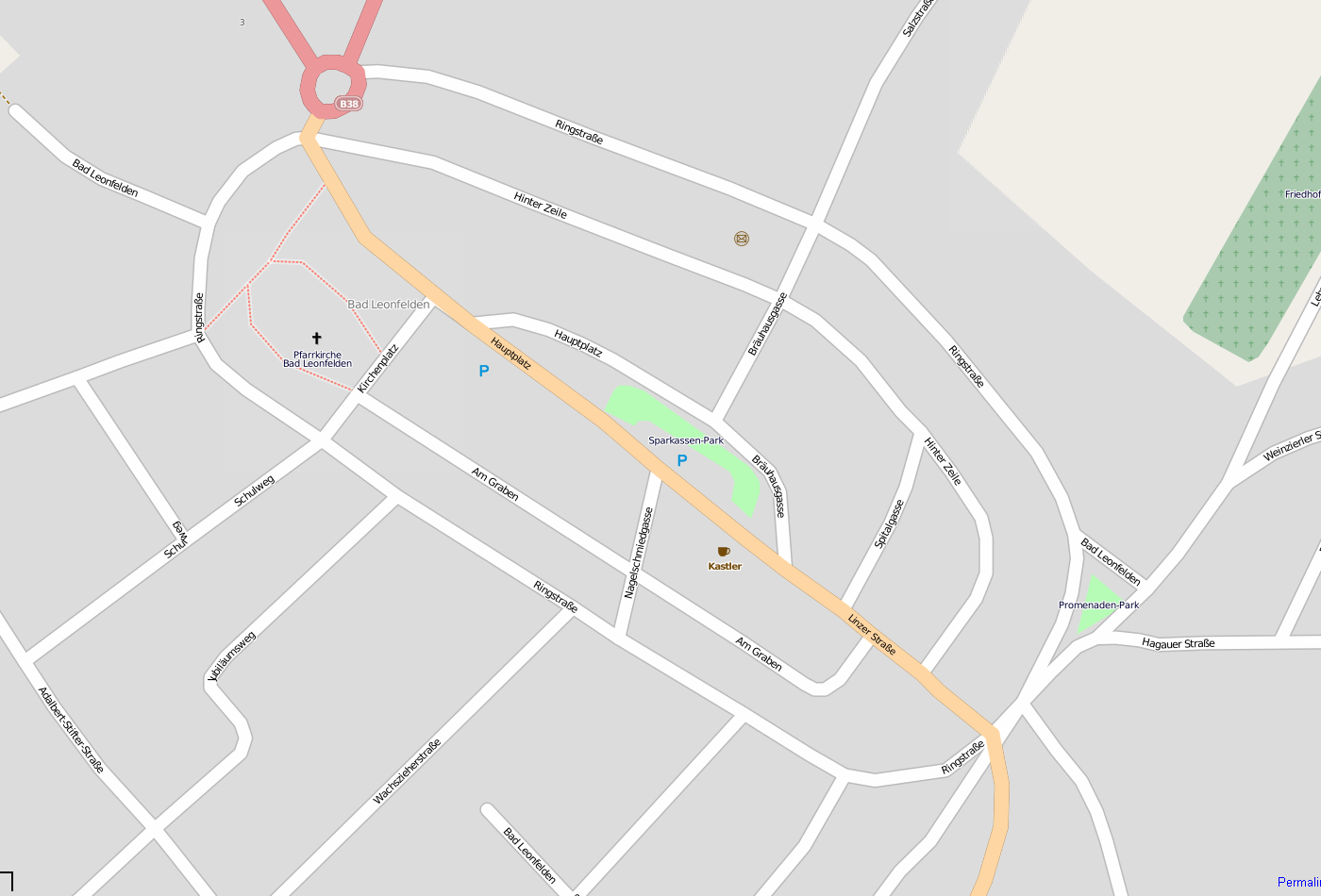
Zentrum – die Anlage der Straßen um den Stadtplatz zeigt den Verlauf der ehemaligen Befestigungsanlage und Graben (Ringstraße)

Bei den Hussiteneinfällen ins Mühlviertel wurde Leonfelden im Jahr 1427 (und möglicherweise auch schon zuvor 1422 und 1426) von den aus Böhmen kommenden Hussiten überfallen und niedergebrannt. In den darauf folgenden Grenzfehden böhmischer Adeliger gegen Kaiser Friedrich III. erfolgten mehrere Raubzüge und Plünderungen auch im Gebiet von Leonfelden. Um 1470 wurde der Markt mit einer 891 Meter langen Mauer mit anfänglich zwei Toren befestigt und zählte somit zu den vier Grenzbefestigungen gegen die Böhmen im heutigen Mühlviertel. Vor der Mauer wurde ein neun bis zwölf Meter breiter Graben errichtet. Zusätzlich zum Böhmertor und Linzertor entstand später das Fleisch- und das Färbertürl. Der Kirchturm der Pfarrkirche war Teil der Befestigungsanlage.
1435 wurden im Marktbuch fünf Mühlen und zwei Schmieden genannt, im Markt selbst bestanden drei Fleischbänke, eine Badestube und ein Brauhaus. Ein Bürgerspital (Armenhaus) wurde am 10. Dezember 1505 gestiftet und um die Spitalskirche nach einem Stiftungsbrief vom 29. Juni 1514 um 1517/20 ergänzt. Am 2. Jänner 1506 erhielt der Markt vom römisch-deutschen König Maximilian I. das Recht zur Führung eines Wappens. 1579 wurde ein Rathaus errichtet.
Leonfelden war ein landesfürstlicher Markt mit einem Marktrichter an der Spitze der Verwaltung, der jährlich gewählt wurde. Ihm zur Seite stand ein zwölfköpfiger Rat und ein Ausschuss der Bürgerschaft. Der Sitz des Richters war das Rathaus, in der auch die Bürger- und Gerichtslade aufbewahrt wurden. Im späten 16. Jahrhundert wurden im Rathaus protestantische Gottesdienste abgehalten, bis 1627 alle Protestanten den Markt verlassen mussten. 1514 wurde erstmals ein an das Rathaus angebautes Schulhaus erwähnt. Der Schulmeister war zusätzlich Mesner und Organist der Pfarrkirche und wurde vom Abt des Klosters Wilhering eingesetzt. Um 1620 besuchten im Sommer rund 40 Kinder die Schule, im Winter nur 8, da die Eltern für das Brennholz aufkommen mussten.
Leonfelden lag an der kürzesten Verbindung des Linzer Steigs von Linz nach Böhmen und bot den Leonfeldner Bürger Möglichkeiten zum Fernhandel als wichtige Einkommensquelle. Freistadt hatte allerdings auf Grund des Straßenzwangs seit dem Jahr 1364 das Monopol auf den lukrativen Salzhandel und später auch auf den Handel mit Eisen. Die Leonfeldner bemühten sich im 14. und 15. Jahrhundert vergeblich, die Straße nach Böhmen für den Fernhandel zu öffnen. Erst 1492 wurde dem Markt erlaubt, Lebensmittel für den Eigenbedarf und ab 1496 auch für Handelszwecke aus Böhmen zu importieren. Ab 1520 entbrannte der Kampf erneut. 1530 überfielen rund 80 Freistädter einen großen für Bad Leonfelden bestimmten Wagenzug und leiteten ihn über Freistadt. Zwischen 1535 und 1555 wurde ein juristischer Prozess um die Wegerechte geführt, der dazu führte, dass Freistadt das Monopol für den Eisenhandel nach Böhmen erhielt, während Leonfelden das Recht zum Salzhandel bekam. Entgegen dem Straßenzwang von 1570 zu Gunsten von Freistadt fuhren weiterhin Kaufleute über Leonfelden, bis Kaiser Rudolf II. am Anfang des 17. Jahrhunderts den Leonfeldnern den Salzhandel verbot. Die verbliebenen Handelsrechte waren nur noch geringfügig und verhinderten in der Folgezeit ein weiteres Aufstreben des Marktes.
Im zweiten oberösterreichischen Bauernaufstand (1594–1597) wurde der Pfarrer von den Bürgern vertrieben und es kam zu weiteren Gewalttaten. Im Oberösterreichischen Bauernkrieg 1626 wurde Leonfelden zuerst von Bauern besetzt, die aber von kaiserlichen Truppen vertrieben wurden. Beim Rückeroberungsversuch starben 150 von 500 Bauern. Bei einer zweiten Schlacht in der Nähe des Miesenwalds starben auf Leonfeldner Boden am 30. August 1626 ungefähr 500 aufständische Bauern, woran die Bauernkriegskapelle bei Steinberg/Hinterkönigschlag erinnert. Gegen Ende des Dreißigjährigen Kriegs wurden zum Schutz gegen einen Schweden-Einfall in Weigetschlag, Roßberg und Rading militärische Schanzwerke errichtet, von denen heute noch der Flurname Schwedenschanze sowie Reste einer ehemals 700 Meter langen Wallanlage Zeugnis geben. Die Schwedenschanze Rading wurde später Teil der Grenzbefestigung gegen Böhmen. Die Wehranlagen wurden nochmals 1663 während der Bedrohung durch die Türken und 1680/81 auf Grund der Pestgefahr besetzt.
Das seit 1435 bestehende Brauhaus war im Besitz eines Bürgers und wurde erst 1687 zum Kommunebrauhaus. Zusätzlich zum Leonfeldner Bier wurde auch Bier aus Böhmen und Freistadt in den Gasthäusern des Marktes ausgeschenkt. 1728 erzeugte das Brauhaus rund 5890 Eimer Bier, 1730 erzeugten zwei Brauhäuser rund 11000 Eimer Bier. Das Kommunebrauhaus wurde betrieben, bis die Kommune 1920 die Braurechte an das Stiegl-Bräu in Salzburg verkaufte.
Um 1668 entstand die Marienverehrung von Maria Schutz beim Bründl und 1691 wurde dort eine kleine Kapelle sowie eine Grube zum Baden errichtet. 1761 und 1778 bis 1792 erfolgte wegen der zunehmenden Anzahl an Wallfahrten der Umbau zur heutigen Größe.
Beim verheerenden Marktbrand 1776 blieben nur 16 Häuser und die Pfarrkirche verschont. 1785 wurde die Schule aufgestockt, da die allgemeine Unterrichtspflicht von 1774 die Schülerzahlen stark wachsen ließ. 1786 folgte die Säkularisation und Versteigerung der Spitalskirche, wobei die Marktgemeinde den Zuschlag erhielt und die Kirche zu einem Rathaus umbaute. Während der Napoleonischen Kriege war der Ort mehrfach zu Lasten der Not leidenden Bevölkerung besetzt. Am 15. Mai 1809 wurde Leonfelden von den französischen und württembergischen Truppen geplündert, die am Tag darauf von österreichischen Truppen verjagt wurden.

### Entwicklung seit 1850

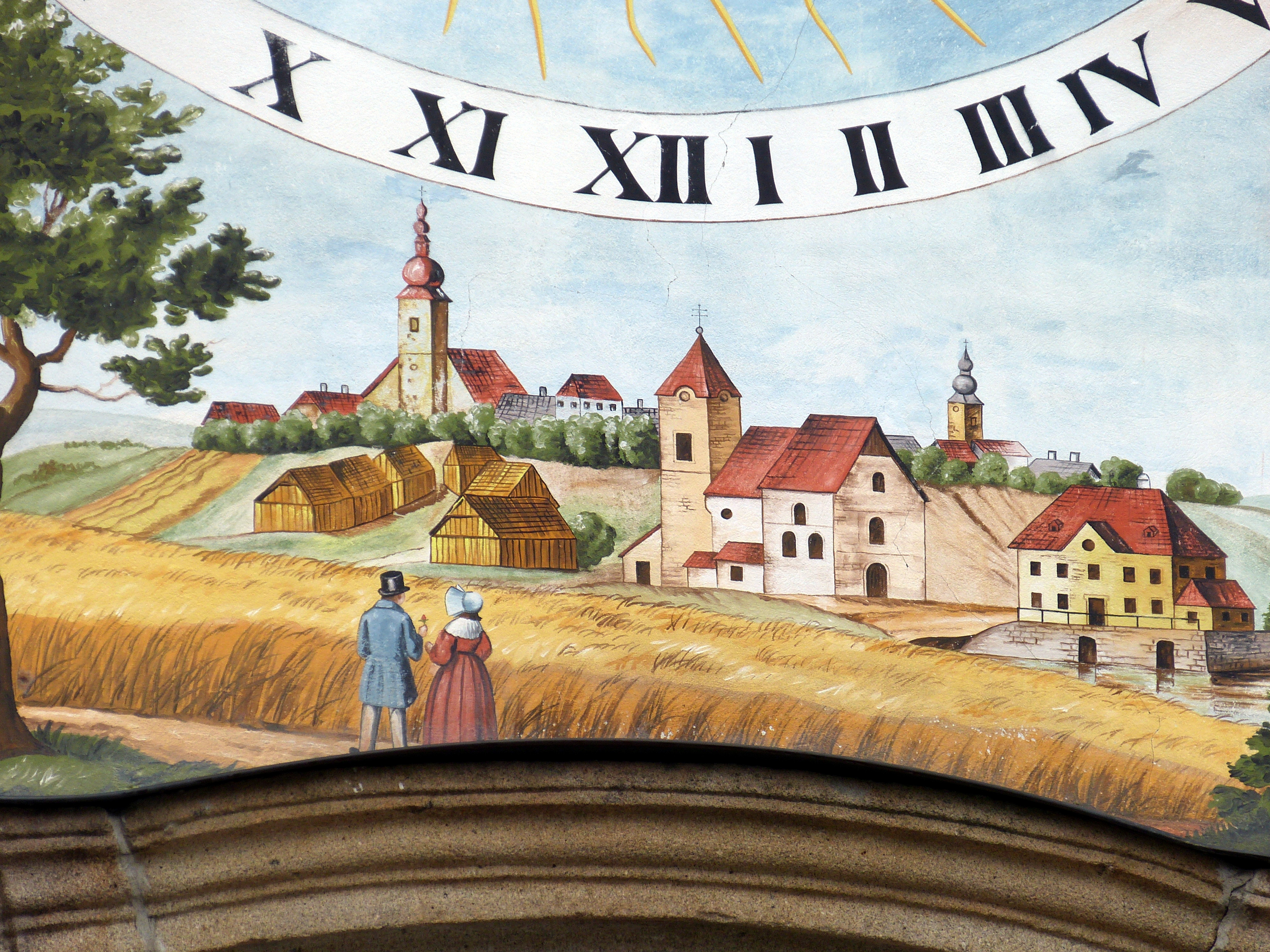
Ortsansicht von Bad Leonfelden im 19. Jhdt., Wallfahrtskirche Maria Bründl, Bad Leonfelden

1850 wurde in Leonfelden ein Bezirksgericht errichtet, das in der damaligen Pfarrschule hinter dem Rathaus untergebracht wurde. Die Gemeinde Leonfelden wurde im selben Jahr zunächst dem Bezirk Freistadt zugeordnet, und 1903 Teil des neuen Bezirks Urfahr.
Zwischen 1853 und 1860 wurde eine Straße über Zwettl und Hellmonsödt nach Linz gebaut, die später zur heutigen Leonfeldener Straße B 126 ausgebaut wurde. Auf Grund des Bevölkerungswachstums wurde 1875 bis 1877 die Pfarrkirche vergrößert und neu gestaltet. Seit 1889 besteht eine Pfarrbibliothek. Am 10. April 1892 (Palmsonntag) brach wieder ein großer Marktbrand aus, der 92 Häuser vernichtete. Alle Bewohner mussten wegen des Feuers, das die letzten Reste der mittelalterlichen Befestigung zerstörte, aus der Stadt flüchten. Nach dem Brand wurden das Böhmer- und Linzertor abgetragen, nachdem Mauer und Graben wurden schon früher zerstört worden waren. Heute erinnert nur mehr die Ringstraße und die Anlage der Häuser daran. Die Kanalisierung des östlichen Marktteils erfolgte 1893.
1899 wurde auf dem Gipfel des Sternsteins die Kaiser-Franz-Joseph-Jubiläumswarte (heute: Sternsteinwarte) eröffnet. Diese befindet sich auf dem Gemeindegebiet von Vorderweißenbach, wird jedoch vom Kurverband Bad Leonfelden verwaltet. 1905 errichteten die Starhemberger das Schloss Brunnwald westlich von Leonfelden. Ab 1908 gab es eine Straßenbeleuchtung mit Azetylengas und 1912 wurde ein neues Gebäude für das Bezirksgericht gebaut. Seit 1912 verkehren statt Postkutschen Postautobusse nach Linz.
1925 wurde Leonfelden an das Überlandnetz der TEG (heute: Linz Strom AG) angeschlossen und der gesamte Markt erhielt elektrisches Licht. Nach dem Anschluss Österreichs an das Deutsche Reich am 13. März 1938 wurde Oberösterreich zum Gau Oberdonau. 1938 eröffnete die Hauptschule, die nach dem Krieg vom Schulhaus in einen Neubau bei der Bründl-Kirche zog. Anfang Mai 1945 erreichten amerikanische Panzer den Markt. Ab 1. Juli 1945 besetzte die Rote Armee Leonfelden und der Ort gehörte bis 1955 zur sowjetischen Besatzungszone.
1946 wurde ein hölzernes Freibad am Steinbach errichtet.
Im Sommer 1960 beschlossen fünf Leonfeldner Freunde die Wiedereröffnung eines Moorbades, da das 1881 errichtete Franzensbad nach dem Ersten Weltkrieg nach dem Diebstahl von Rohrleitungen geschlossen werden musste. Mit der Eröffnung des Heilbades am 24. Juli 1961 wurde Leonfelden mit Beschluss der oberösterreichischen Landesregierung zum Heilbad-Kurort Bad Leonfelden erklärt. Das Kurhaus wurde in den Folgejahren sukzessive vergrößert.
1963 wurde der Sternstein mit dem ersten Sessellift für den Wintertourismus erschlossen. 1972 erhielt der Ort ein neues Kultur- und Gästezentrum und 1974 eine Bezirkssportanlage. 1978 wurden das Oberstufenrealgymnasium und eine Höhere Lehranstalt für gewerbliche Berufe eröffnet. 1979 fanden die ersten Kulturwochen statt. Am 29. August 1987 bekam Bad Leonfelden ein Heimathaus und am 1. Oktober 1988 ein Schulmuseum im ehemaligen Pfarrschulhaus aus dem Jahre 1577. 1994 war die Eröffnung des neuen Sport- und Veranstaltungszentrums. 1996 wurde eine Kläranlage in Unterstiftung und 1997 eine Beschneiungsanlage im Sternstein-Schigebiet errichtet. Das generalsanierten Freibads Aqua Leone und die Musikschule wurden 1998 ihrer Bestimmung übergeben. Seit 2000 besteht im Ort ein Bezirksseniorenheim.
2001 wurde Bad Leonfelden als Ausdruck der wachsenden Bedeutung als Schul-, Grenz- und Kurort sowie Zentrum des mittleren Mühlviertels von der Oberösterreichischen Landesregierung zur Stadtgemeinde erhoben. Seit 2003 wird das Ortszentrum durch die Ortsumfahrung Ost vom Durchzugsverkehr zwischen Linz und Tschechien entlastet.
Das Bezirksgericht in Leonfelden wurde per 1. Jänner 2013 geschlossen und dessen Gerichtsbezirk auf die Gerichtsbezirke Freistadt und Rohrbach aufgeteilt. Bad Leonfelden ist seitdem Teil des Gerichtsbezirks Freistadt.

## Bevölkerung

### Entwicklung und Struktur
Um 1440 wurden im Urbar Waxenberg 144 Leonfeldner Häuser erwähnt, im Jahr 1754 wurden 2226 Einwohner gezählt. 1846 wurde die Anzahl der Einwohner mit 2932 angegeben.
1869 wohnten im Gemeindegebiet 2805 Personen. Bis 1934 sank die Einwohnerzahl auf 2466, dem tiefsten Stand der letzten 100 Jahre. Bis 1961 veränderte sich die Einwohneranzahl kaum, erst seit den 1960er Jahren verzeichnet die Gemeinde ein stetiges Wachstum. Das Wachstum ist auf die verbesserten Verkehrsanbindungen für Pendler und auf den wachsenden Tourismus zurückzuführen, hinzu kam ein Zuzug aus den umliegenden Gemeinden. Bei der Volkszählung 2001 hatte Bad Leonfelden 3847 Einwohner und am 31. Dezember 2011 konnte die Gemeinde mit 4064 Personen auf den bisher höchsten Einwohnerstand verweisen.
Bezogen auf die Einwohneranzahl ist Bad Leonfelden die sechstgrößte der acht Städte des Mühlviertels.
Bei der Volkszählung 2001 betrug der Anteil der Einwohner, die 60 Jahre und älter waren 18,2 % während 20,2 % unter 15 Jahre alt waren. Der Anteil der weiblichen Bevölkerung lag bei 50,8 %.
Von den 3071 Bewohnern Bad Leonfeldens, die 2001 älter als 15 Jahre waren, hatten 6,3 % eine Universität, Fachhochschule oder Akademie abgeschlossen und 10,6 % eine Matura absolviert. 47,8 % verfügen über einen Lehrabschluss oder den Abschluss einer berufsbildenden mittlere Schule. 35,3 % der relevanten Bevölkerungsgruppe haben die Pflichtschule als höchsten Abschluss.
Die starke Zunahme der Einwohnerzahl von 2001 bis 2011 erfolgte trotz negativer Geburtenbilanz (−15), da die Wanderungsbilanz positiv war (+254).

### Herkunft und Sprache
Der deutsche Dialekt, der im Raum Bad Leonfelden sowie im größten Teil Oberösterreich allgemein gesprochen wird, ist das Ostmittelbairische. 96 % der Leonfeldner gaben 2001 Deutsch als Umgangssprache an. 1 % sprachen türkisch, 0,6 % tschechisch, der Rest andere Sprachen.
Der Anteil der Leonfeldner mit ausländischer Staatsbürgerschaft lag 2001 mit 3,6 % unter dem Durchschnitt Oberösterreichs. Dabei hatten 0,9 % der Leonfeldner Bevölkerung eine Staatsbürgerschaft aus Bosnien und Herzegowina, 1,0 % eine aus der Türkei und 1,7 % aus anderen Ländern der Welt. Insgesamt waren 2001 etwa 5 % der Leonfeldner im Ausland geboren.

### Religion
Bei der Volkszählung 2001 haben 3603 Personen (93,7 %) römisch-katholisch als Religionsbekenntnis angegeben, 64 (1,7 %) islamisch, 28 (0,7 %) evangelisch, 26 (0,7 %) orthodox und 19 (0,5 %) sonstige Glaubensrichtungen. 107 (2,8 %) Leonfeldner haben sich zu keiner Religion bekannt.
Die römisch-katholische Pfarre Leonfelden gehört zum Dekanat Sankt Johann am Wimberg, umfasst auch kleinere Gebietsteile in den benachbarten politischen Gemeinden und zählt 3947 Gläubige.
Die Mitglieder der evangelischen Kirche gehören zur evangelischen Pfarrgemeinde Gallneukirchen.

## Kultur und Sehenswürdigkeiten

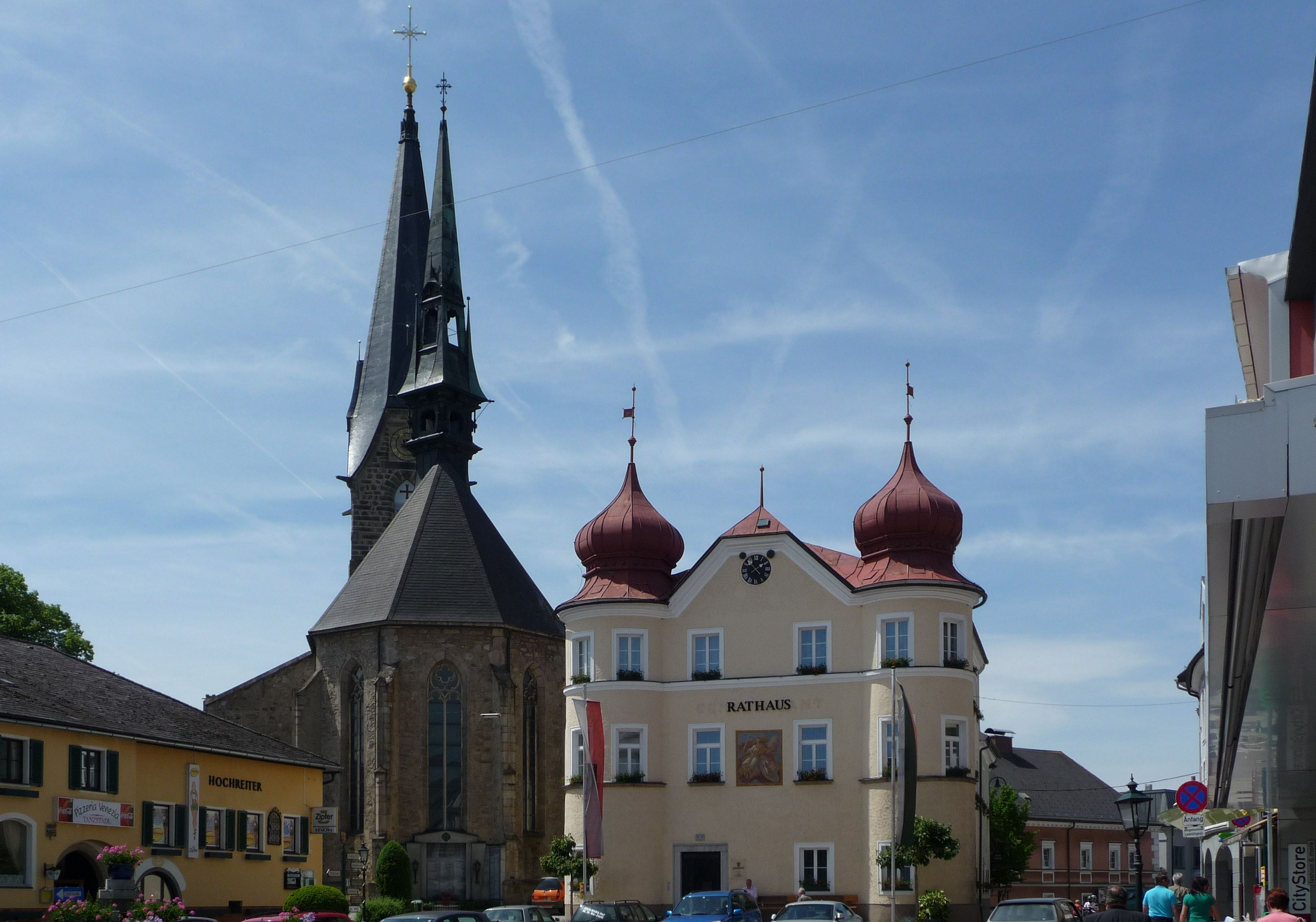
Stadtpfarrkirche und Rathaus

- Marktbefestigung Bad Leonfelden vom 15. bis ins 19. Jahrhundert
- Die Errichtung der Wallfahrtskirche Maria Schutz am Bründl erfolgte 1691 und ist auf eine heilkräftige Quelle zurückzuführen. 1686 wurde ein kranker Zimmermann mit dem Wasser geheilt und als Dank wurde noch im selben Jahr die erste Kapelle und eine Grube zum Baden errichtet. Da die Kirche auf Grund der Heilungssuchenden zu klein wurde, folgte 1761 ein Neubau, bereits 1778 war eine weitere Vergrößerung nötig. Seitdem wurde die Kirche regelmäßig renoviert und ist seit 1975 die religiöse Gedenkstätte der Heimatvertriebenen aus der Pfarre Hohenfurth.
- Das heutige Gebäude der spätgotischen Stadtpfarrkirche Bad Leonfelden entstand nach dem Marktbrand des Jahres 1892. An gleicher Stelle befand sich 1292 die erste Pfarrkirche, die wie damals üblich, aus Holz gebaut war. 1481 wurde eine spätgotische Steinkirche geschaffen, von der noch das Netzrippengewölbe erhalten ist. Bis 1781 diente der Turm als Teil der Befestigungsanlage des Marktes und zwischen 1875 und 1877 folgte die Erweiterung auf die heutige Größe. Der spitze, neugotische Turm wurde nach dem Brand 1892 errichtet und 1969 erfolgte eine großzügige Renovierung.
- Bürgerspital Bad Leonfelden mit angeschlossener Spitalkirche
- Die 7 Leonfeldner Burgfriedsäulen wurden urkundlich 1516 zur Begrenzung der Gerichtsbarkeit errichtet.[25]
- Die alte Glashütte am Sternstein, die im Mittelalter zur Glaserzeugung verwendet wurde, befindet sich neben einer Quelle in der Nähe des Gehöfts Oberer Sternbauer.
- Der Pilzstein in Silberhartschlag am Osthang des Sternsteins entstand durch Wollsackverwitterung. Der Stein, der wie ein Pilz aussieht, wird daher als Naturdenkmal „Pilzstein“ bezeichnet.[26]
- Die ehemalige, rund 200 Meter lange, Schwedenschanze Rading bildete im Dreißigjährigen Krieg eine Sperre gegen den Einfall der Schweden ins Mühlviertel. Neben dem Flurnamen Schwedenschanze sind noch Reste des Walls sichtbar.
- In der Nähe des Ortsteils Oberlaimbach befindet sich ein Granitstein, der eine markante Stelle der europäischen Hauptwasserscheide zwischen dem Atlantischen Ozean und dem Schwarzen Meer kennzeichnet.

### Musik

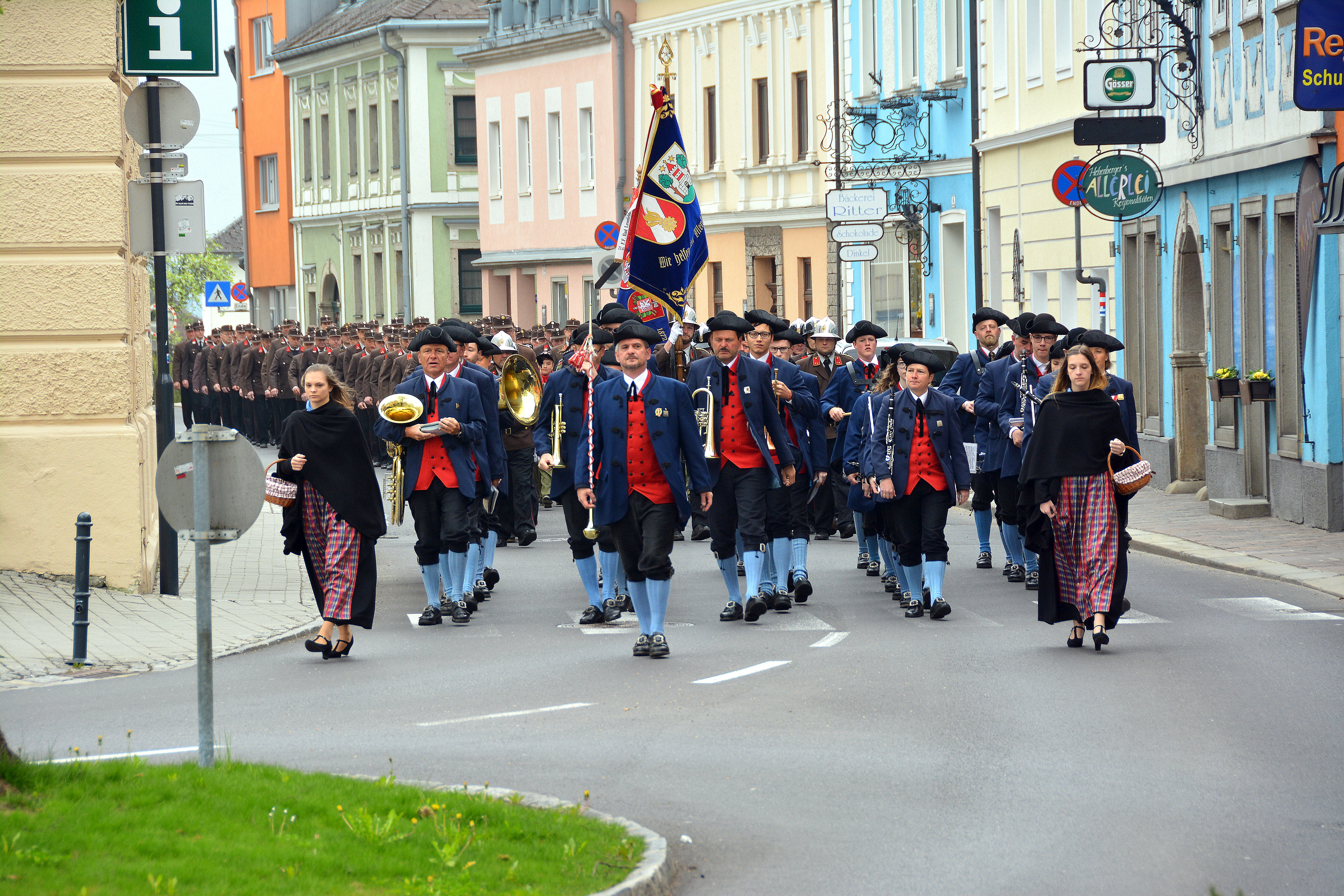
Musikverein Bad Leonfelden

Die Leonfeldner Kantorei ist ein 1989 gegründeter österreichischer Amateurchor. Ziel des Chores ist es, anspruchsvolle A-cappella-Literatur sowie die teilweise nur noch mündlich überlieferten Volkslieder der engeren Heimat aufzuführen. Darüber hinaus ist man bestrebt, zusammen mit größeren Orchestern Kantaten, Messen und Oratorien aufzuführen. Besonderes Interesse gilt auch der Interpretation von Werken des 20. und 21. Jahrhunderts, insbesondere (ober-)österreichischer Komponisten.
Der 1949 gegründete Musikverein geht auf die 1759 gegründete Musikkapelle zurück und zählt somit zu den ältesten des Bezirks. 1857 erfolgte die Gründung der Liedertafel, aus der die heutige Chorgemeinschaft hervorging. Der jüngste Musik- und Kulturverein heißt Titanic und wurde 1995 gegründet.
In den 1970er- und 1980er-Jahren war das Sternstein Trio bzw. Sternstein Duo von Gertrude Gassner und Irmgard Wipplinger eine beliebte Volksmusikgruppe, die auch einige Volkslieder über Bad Leonfelden und die Region aufnahmen, z. B. Mei liabs Leonfelden und Sternstein-Schlucker.

### Museen

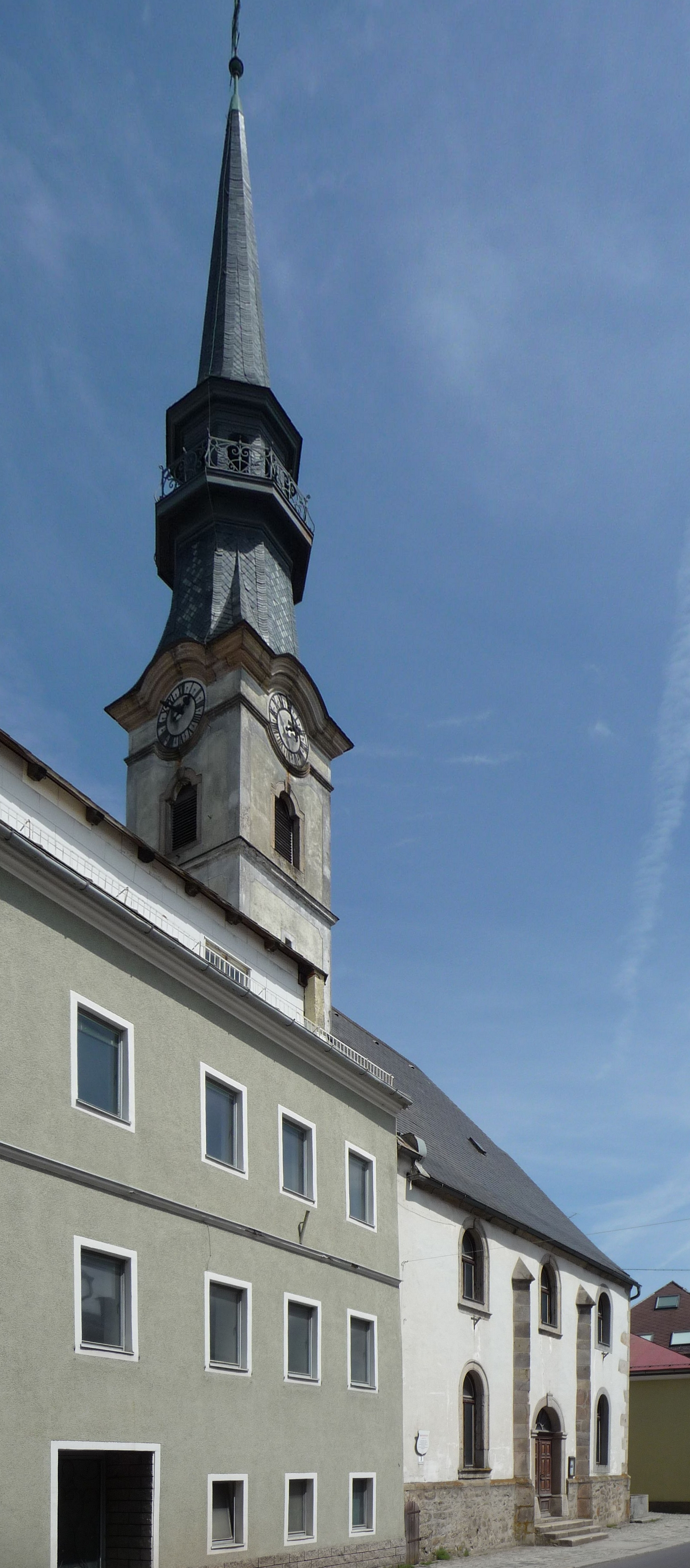
Die ehemalige Spitalskirche, heute ein Heimathaus

Das Schulmuseum Bad Leonfelden befindet sich in der ältesten, 1577 errichteten Pfarrschule Oberösterreichs. Gezeigt werden Lehrmittel des 19. Jahrhunderts, frühere Unterrichtsmethoden und die Laufbahn eines typischen Schulmeisters der vergangenen Jahrhunderte.
Das Leopold-Forstner-Museum ist im Leopold-Forstner-Geburtshaus untergebracht.
Das Heimathaus in der ehemaligen Spitalskirche zeigte die Ortsentwicklung und typische Handwerksberufe für Bad Leonfelden, wie die Lebzelterei und die Blaudruckherstellung, die im Haus Bründlwagner praktiziert wird.

### Kulturzentrum und regelmäßige Veranstaltungen
Das Kulturzentrum Bad Leonfeldens Haus am Ring besteht seit den 1970er Jahren und bietet Platz für zahlreiche Veranstaltungen. Im Juni und Juli finden seit 2003 jährlich die Festwochen Bad Leonfelden statt. Die Produktionen laufen unter der Intendanz von Thomas Kerbl und zeigen jeweils ein bekanntes Musical.
Jährlich im August veranstaltet die Stadtgemeinde das Stadtfest. Ebenfalls im August findet der zum internationalen österreichischen Berglaufcup zählende Sternsteinlauf statt. Anfang Dezember wird der jährliche Adventmarkt abgehalten. Alternierend mit Gallneukirchen und Ottensheim findet alle drei Jahre die regionale Wirtschaftsmesse GUUTE in Bad Leonfelden statt.

### Landesausstellung 2013
Am 26. April 2013 wurde die grenzüberschreitende Tschechisch-Oberösterreichische Landesausstellung unter dem Titel „Alte Spuren – Neue Wege“ gemeinsam mit Freistadt, Český Krumlov (Krumau) und Vyšší Brod (Hohenfurth) eröffnet, die zu Planungsbeginn unter dem Titel „Hopfen, Salz und Cyberspace“ geführt wurde (der Titel wurde jedoch später verworfen, zugunsten des klangvolleren und dem Gesamtbild entsprechenderen „Alte Spuren – Neue Wege“). Der Hopfen steht im Ausstellungskonzept als Synonym für die Ess- und Trinkkultur und speziell für die traditionelle Bedeutung der Bierkultur in dieser Region. Das Salz steht für die wirtschaftliche Bedeutung der Handelsstraßen und dem damit verbundenen Reichtum der Region. Cyberspace ist als Synonym für die zukünftige Dimension, die ständigen Veränderungen unserer Gesellschaft, Wirtschaft und Politik, zu verstehen. In Bad Leonfelden wird die soziale Komponente der Alltagskultur der Menschen gezeigt.

## Wirtschaft und Infrastruktur

### Beschäftigung und Einkommen
Bad Leonfelden ist das wirtschaftliche Zentrum der Region SternGartl im mittleren Mühlviertel. Die Anzahl der Arbeitsstätten stieg zwischen den beiden letzten Volkszählungen 1991 und 2001 um 35,4 % auf 176. Die Anzahl der Arbeitsplätze erhöhte sich im selben Zeitraum um 37,6 % auf 1618.
Die Stadt bot 2001 für 877 außerhalb der Gemeinde wohnende Personen Arbeitsplätze, während 970 Bad Leonfeldner auswärts arbeiteten. Der größere Teil der Einpendler kommt aus dem Bezirk Urfahr-Umgebung, während der Großteil der Auspendler nach Linz pendelt.
Für die Pendler bedeutet der im letzten Jahrzehnt erfolgte Ausbau des Straßennetzes in Richtung Linz eine deutliche Verbesserung.
2001 waren 6,1 % der in Bad Leonfelden beschäftigten erwerbstätigen Personen in der Land- und Forstwirtschaft tätig. In Industrie und Bauwesen waren 2001 29,3 % beschäftigt. Der Anteil ist gegenüber 1991 deutlich gestiegen, während der Anteil der in land- und forstwirtschaftlichen Betrieben tätigen Personen um rund 40 % gefallen ist. Der Dienstleistungsbereich wuchs ebenfalls stark, lediglich der Bereich Öffentliche Verwaltung verzeichnete einen Beschäftigtenrückgang.

### Verkehr

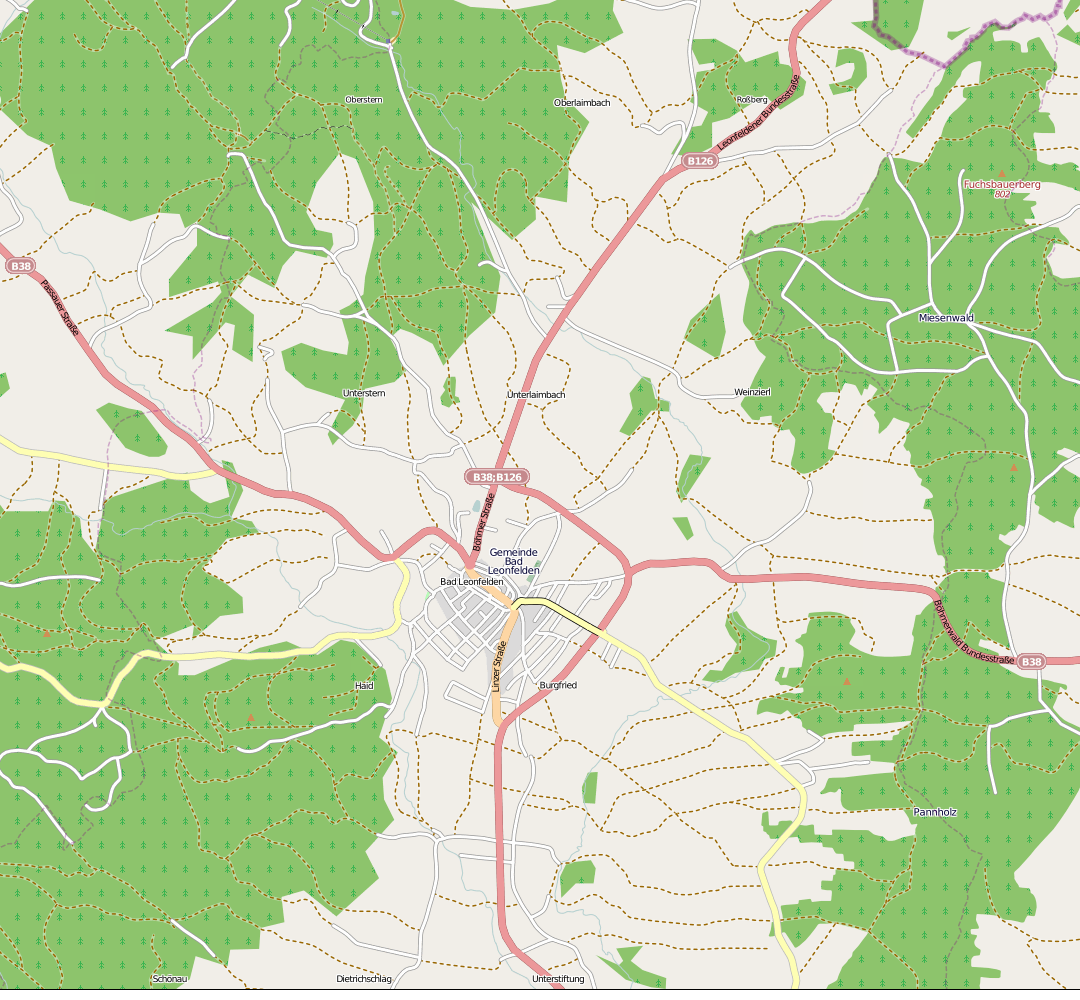
Straßenkarte von Bad Leonfelden (OpenStreetMap)

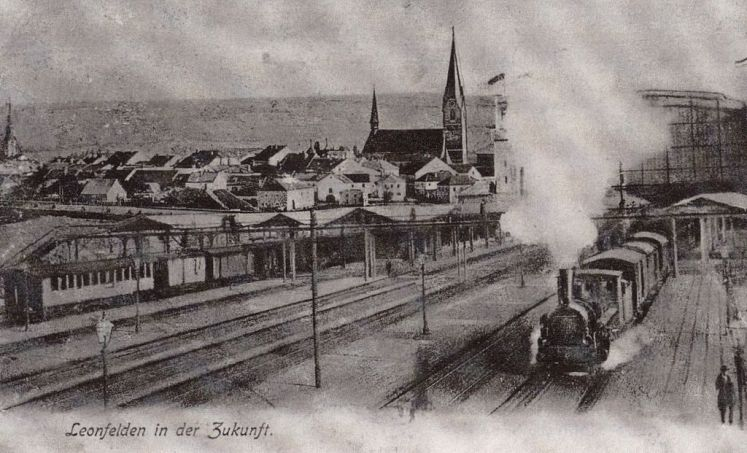
Der geplante Bahnhof der nicht realisierten Bahnlinie Linz–Leonfelden–Hohenfurth

Weder die Ende des 19. Jahrhunderts geplante Linienführungen der Mühlkreisbahn noch eine Verbindung von der Summerauer Bahn zur Mühlkreisbahn jeweils über Bad Leonfelden wurden verwirklicht. Die nächsten Bahnhöfe befinden sich in Freistadt an der Summerauer Bahn, rund 16 Kilometer vom Ortszentrum Bad Leonfeldens entfernt sowie in Linz an der Westbahn und der Pyhrnbahn, rund 35 Kilometer entfernt.
Im Rahmen des Oberösterreichischen Verkehrsverbundes ist Bad Leonfelden durch Busverbindungen mit anderen Orten des Bezirks Urfahr-Umgebung sowie mit Linz, Freistadt und Rohrbach verbunden. Grenzüberschreitende Verbindungen bestanden bis 1945 und von 2005 bis 2009 ins tschechische Vyšší Brod.
In Bad Leonfelden kreuzen sich mit der Leonfeldener Straße B 126 und der Böhmerwald Straße B 38 zwei Landesstraßen mit Vorrang. Überdies beginnt eine Landesstraße im Gemeindegebiet und führt nach Traberg in der Gemeinde Oberneukirchen L 1490. Der nächstgelegene Autobahnanschluss befindet sich in der Landeshauptstadt Linz, rund 27 Kilometer südlich von Bad Leonfelden entfernt (Mühlkreis Autobahn A 7). Die Staatsgrenze zur Tschechischen Republik befindet sich nur rund sechs Kilometer nördlich des Zentrums von Bad Leonfeldens, im Ortsteil Weigetschlag. Neben Wullowitz ist dies der meist benutzte Grenzübergang von Oberösterreich nach Tschechien.

### Öffentliche Einrichtungen

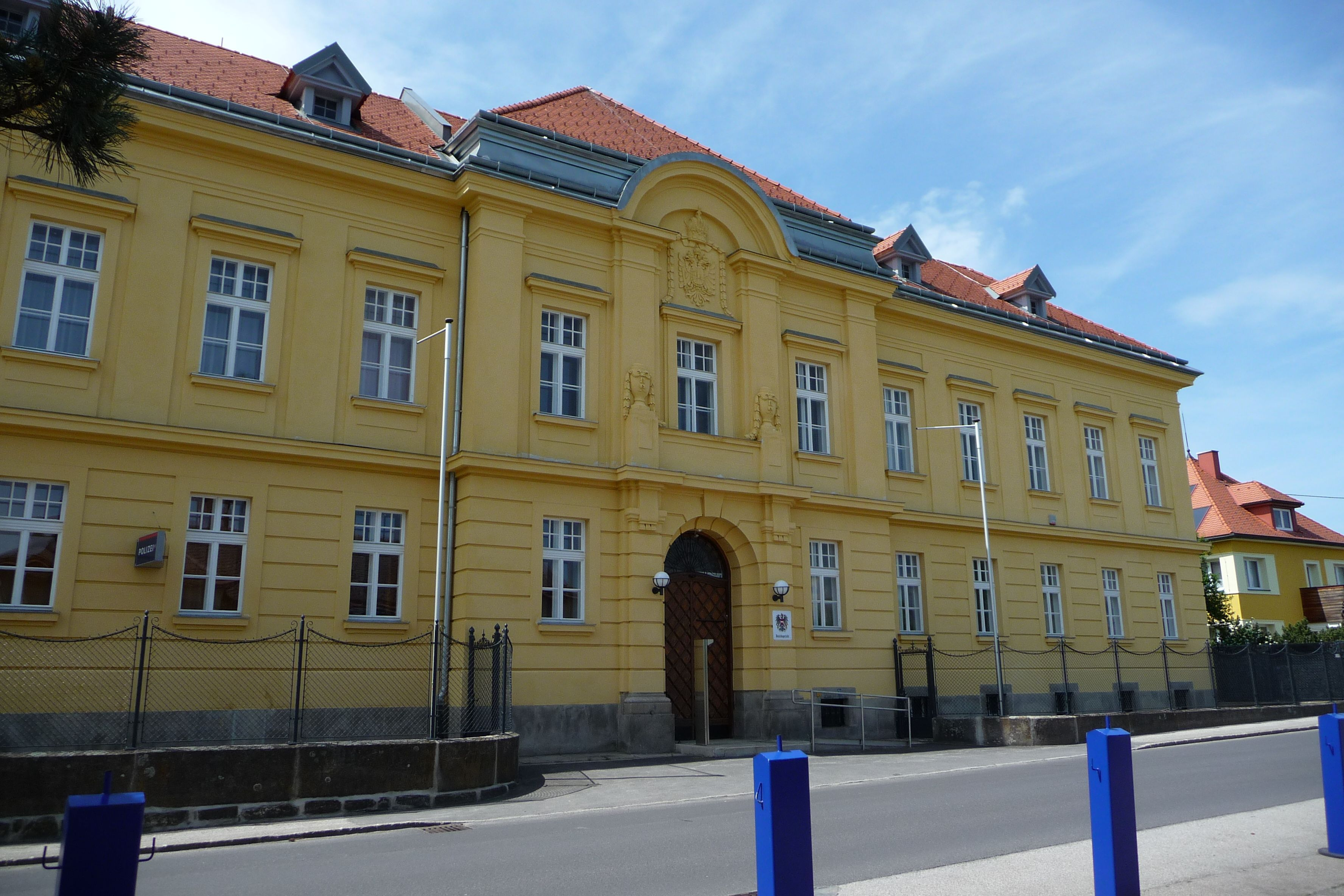
Polizeiinspektion und Bezirksgericht

Bad Leonfelden war bis 31. Dezember 2012 Sitz eines Bezirksgerichts, seit 1. Januar 2013 ist Bad Leonfelden Teil des Gerichtsbezirkes Freistadt. In Bad Leonfelden befindet sich eine Polizeiinspektion und eine Polizeiinspektion AGM (= Schengen Ausgleichsmaßnahmen). Eine regionale Straßenmeisterei ist für die ehemaligen Bundesstraßen sowie die Landes- und Bezirksstraßen zuständig.
Im Gemeindegebiet sorgen fünf Freiwillige Feuerwehren für Brandschutz und allgemeine Hilfe. Freiwillige Feuerwehren bestehen in Bad Leonfelden (1871 gegründet), Stiftung bei Bad Leonfelden (1900), Dietrichschlag (1908), Weigetschlag (1908) und Laimbach (1927).

### Ansässige Unternehmen
Bad Leonfelden ist Standort zahlreicher Fachgeschäfte und Dienstleistungsbetriebe. Die Stadt bietet Arbeitsplätze für zahlreiche Einpendler aus den benachbarten Gemeinden.
Das älteste Unternehmen Bad Leonfeldens und gleichzeitig die älteste Lebzelterei Österreichs ist die seit 1559 bestehende Lebzelterei Kastner. In der Vergangenheit wurden neben Lebkuchen und Met auch Kerzen sowie Wachsbilder erzeugt. Das unter dem Firmennamen „Franz Kastner GmbH“ im Firmenbuch registrierte Unternehmen erzeugt mit rund 70 Mitarbeitern zahlreiche Produkte, die österreichweit im Lebensmittelhandel erhältlich sind.
Das Bauunternehmen Kapl Bau besteht seit dem Jahr 1860 und beschäftigt rund 150 Mitarbeiter. Somit ist das Unternehmen einer der größten Arbeitgeber der Stadt und das einzige Unternehmen Bad Leonfeldens, das zu den Top 500 Unternehmen in Oberösterreich zählt.
Mit rund 170 Mitarbeitern ist der 1958 gegründete Wurst- und Knödelfabrikant Hochreiter ein wichtiger Arbeitgeber der Region, davon sind in der Zentrale in Bad Leonfelden über 120 Arbeitnehmer beschäftigt.
Die eMAGNETIX Online Marketing Agentur, mit Hauptsitz im Stadtzentrum von Bad Leonfelden, wurde 2018 durch die Einführung der 30-Stunden-Woche bei Vollzeit-Gehalt bekannt. Nach einer Testphase und einer bereits ab Juni 2018 teilweise umgesetzten Arbeitszeitreduktion auf 34 Stunden, wird seit Oktober 2018 bei eMAGNETIX nur mehr 30 Stunden pro Woche gearbeitet, aber das volle Gehalt weiterhin ausbezahlt. Nach 40 Jahren mit 40 Arbeitsstunden pro Woche setzt das Unternehmen damit ein deutliches Zeichen in Richtung innovative Arbeitszeitsysteme und schenkt den Mitarbeitern wöchentlich bis zu 12,5 Stunden mehr Freizeit. Dahinter steht ein komplexes Employer Branding Konzept mit weitreichenden Maßnahmen zur Mitarbeiterzufriedenheit.
Auch das Transportunternehmen Süß GmbH & Co KG ist in Bad Leonfelden angesiedelt.

### Land- und Forstwirtschaft
In Bad Leonfelden bestanden 1999 186 land- und forstwirtschaftliche Betriebe, die eine Fläche von 3.559 Hektar bewirtschafteten. Davon waren 78 Haupterwerbsbetriebe mit 2.094 Hektar, 103 Nebenerwerbsbetriebe mit 1.174 Hektar und 3 Betriebe juristischer Personen mit 291 Hektar. Ein land- und forstwirtschaftlicher Betrieb in Bad Leonfelden bewirtschaftet durchschnittlich 19,3 Hektar, wobei die Haupterwerbsbetriebe 26,8 Hektar und die Nebenerwerbsbetriebe 11,4 Hektar zu bearbeiten haben.
Wie überall auf Bezirks- und Bundeslandebene haben sich sowohl die Anzahl der Betriebe als auch die bewirtschafteten land- und forstwirtschaftlichen Flächen im Vergleich zum vorhergegangenen Erhebungszeitpunkt 1995 verringert. Die Anzahl der Haupterwerbsbetriebe und die von diesen bewirtschafteten Flächen sind zu Lasten der Nebenerwerbsbetriebe um rund 10 % gestiegen. In Bad Leonfelden waren 1999 537 Personen in land- und forstwirtschaftlichen Betrieben beschäftigt, davon 534 familieneigene Arbeitskräfte, von denen 41 vollbeschäftigt waren. 271 waren mit weniger als 25 % ihrer Arbeitszeit in der Landwirtschaft tätig, die übrigen 222 zwischen 25 und 99 %.

### Tourismus
Im Tourismusjahr 2008 wurden in der Stadt mehr als 64.300 Nächtigungen verzeichnet, wobei die durchschnittliche Anzahl der Aufenthaltstage mit 3,8 ermittelt wurde. 58.197 Nächtigungen (90,5 %) entfielen auf inländische Gäste. Mit fast 61 % hatten Besucher aus Oberösterreich den höchsten Anteil. Bei den ausländischen Gästen waren die Deutschen mit rund 55 % (3384 Nächtigungen) führend. Rund 63 % der Gäste besuchen die Stadt im Sommerhalbjahr zwischen Mai und Oktober. Das Jahr 2008 verzeichnete gegenüber dem Jahr 2007 einen Anstieg um rund 11.400 Nächtigungen, gegenüber dem Jahr 2006 einen Anstieg um rund 23.000 Nächtigungen. Bezogen auf die Anzahl an Nächtigungen ist Bad Leonfelden das drittgrößte touristische Zentrum des Mühlviertels, nach Bad Zell und Aigen.

### Bildung

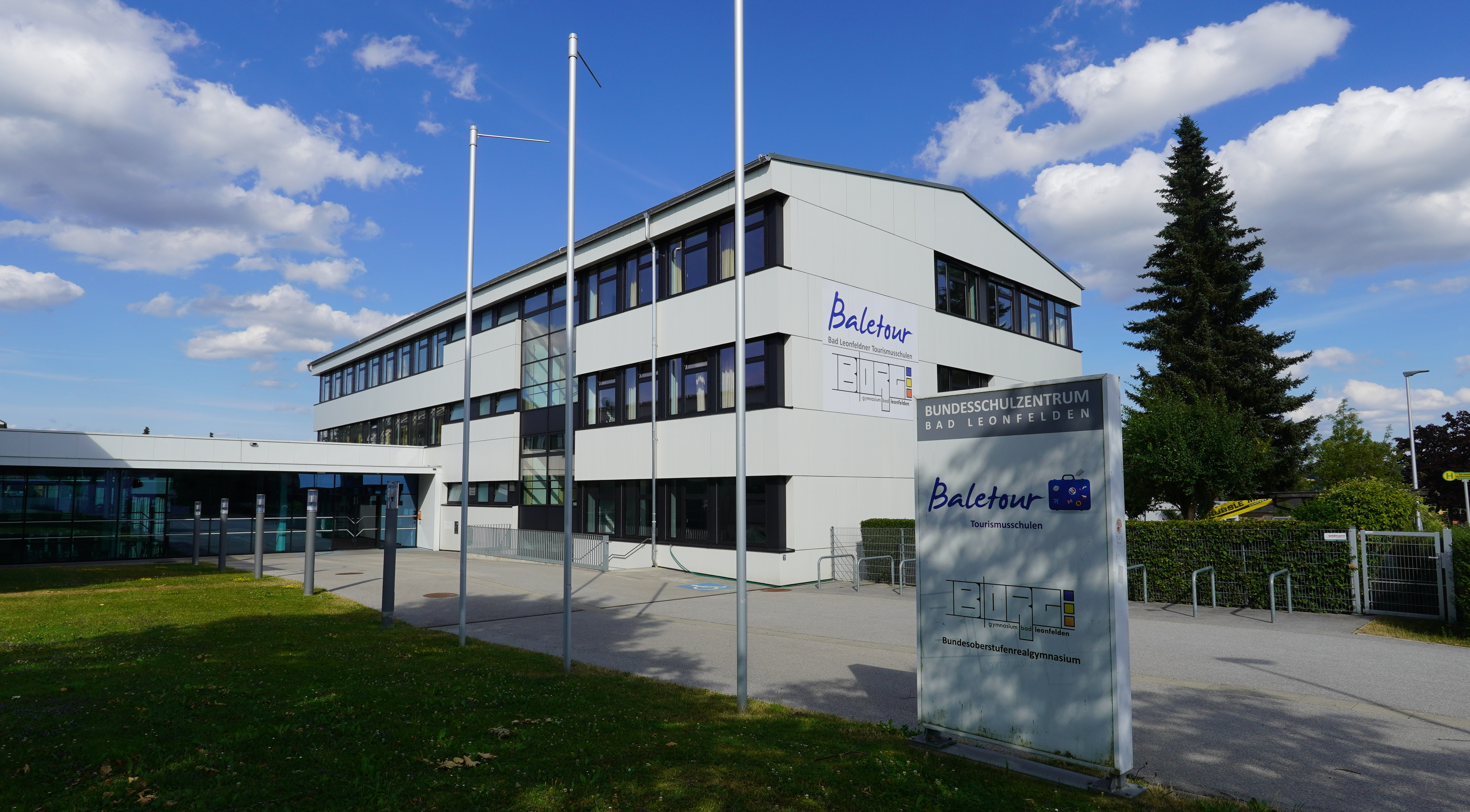
Bundesschulzentrum

Die Stadt Bad Leonfelden hat sich in der Nachkriegszeit zu einem Schul- und Ausbildungszentrum des Bezirks entwickelt. Bad Leonfelden verfügt im Pflichtschulbereich über eine Volks- und eine Hauptschule sowie eine Polytechnische Schule. Das Angebot an mittleren und höheren Schulen besteht aus Bundesoberstufenrealgymnasium und Höherer Lehranstalt und Fachschule für gewerbliche Berufe (Fachrichtung Tourismus).
Eine Landesmusikschule ergänzt das Bildungsangebot.
Angebote für Erwachsenenbildung bestehen in der Stadt nicht. Die öffentliche Bücherei der Stadtgemeinde steht für alle Bürger zur Verfügung.

### Gesundheit und Soziales

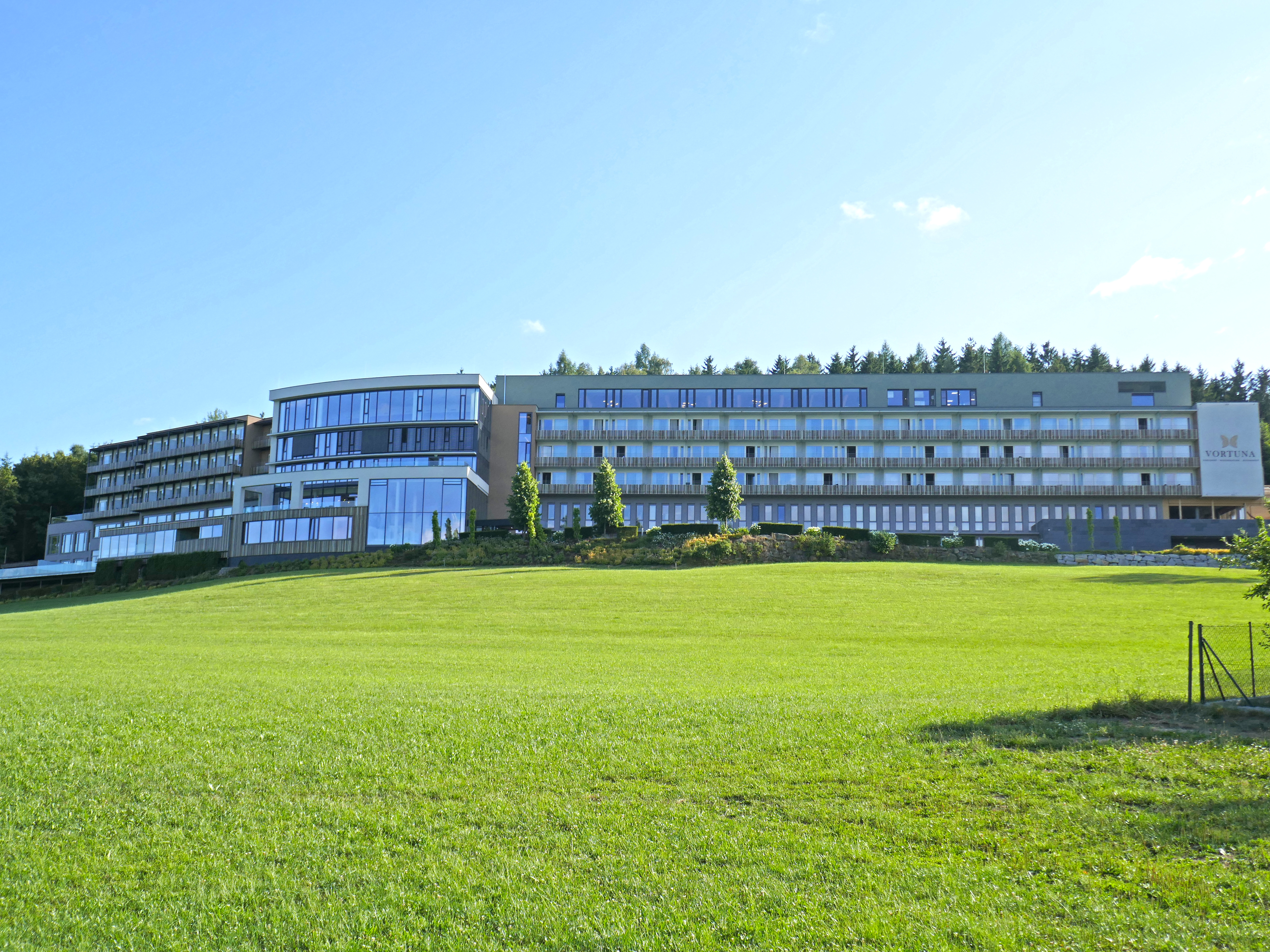
Kurhaus

Das 1961 eröffnete Kurhaus ist auf Moor- und Kneippanwendungen spezialisiert und Nachfolgeeinrichtung des 1881 eröffneten und nach dem Ersten Weltkrieg geschlossenen Franzensbades. Das benötigte Moor wird als Leonfeldner Heilmoor bezeichnet und in unmittelbarer Nähe zum Kurhaus abgebaut. Ein zusätzlicher Schwerpunkt ist die therapeutische Behandlung des Stütz- und Bewegungsapparates.
Die Ortsstelle des Roten Kreuzes betreut Bad Leonfelden und die umliegenden Gemeinden. Die nächstgelegenen Krankenhäuser befinden sich in Freistadt, Linz und Rohrbach.
Die gesundheitliche Versorgung wird von mehreren niedergelassenen Ärzten sichergestellt, eine öffentliche Apotheke befindet sich im Zentrum der Stadt.
Für die Seniorenbetreuung bietet Bad Leonfelden seit dem Jahr 2000 ein Bezirksseniorenheim mit 93 Bewohnern. Das Heim liegt rund 200 Meter vom Stadtplatz entfernt am Adalbert-Stifter-Park.
Für Menschen mit Behinderung steht seit 2007 ein Wohnhaus des Diakoniewerks zur Verfügung.

### Medien
In Bad Leonfelden wird keine lokale Tageszeitung herausgegeben. Über die lokalen Ereignisse berichten die in Oberösterreich erscheinenden Tageszeitungen, insbesondere die Oberösterreichischen Nachrichten und die Oberösterreich-Ausgabe der Kronenzeitung.
Als regionale Wochenzeitungen erscheinen die Tips Urfahr-Umgebung und die BezirksRundSchau Urfahr-Umgebung.
Das Gemeindeblatt erscheint im Zwei-Wochen-Rhythmus.

### Sport und Freizeit
In Bad Leonfelden bestehen rund 50 Vereine, die Freizeitaktivitäten in sportlicher und kultureller Hinsicht ermöglichen. Die Freibadanlage Aqua Leone wurde 1998 renoviert und ist das größte Erlebnis-Freibad der Region, zusätzlich gibt es ein Hallenbad in der Stadt. Im Sportzentrum im Ortsteil Burgfried stehen Tennis- und Squashplätze zur Verfügung. Die nach dem Zweiten Weltkrieg gegründete Sportunion Bad Leonfelden besteht aus zwölf Sektionen, wobei eine davon die Faschingsgilde ist. Sehr erfolgreich ist unter anderem die Langlauf-Sektion, die zahlreiche Staatsmeister hervorbrachte. Die Fußballmannschaft spielt seit der Saison 2018/19 in der Landesliga Ost, der fünfthöchsten Spielklasse in Österreich.
An den Hängen des Sternsteins befindet sich ein kleines oberösterreichisches Schigebiet mit zwei Liften und Pisten mit einer Länge von vier Kilometern. Durch die Höhenlage und die Beschneiungsanlage ist der Sternstein das wichtigste Schigebiet des mittleren Mühlviertels. Ab dem Winter 2009/10 steht eine neue Seilbahn der Firma Carvatech zur Verfügung und das Schigebiet wird um eine dritte, etwa zwei Kilometer lange Piste erweitert.
Zusätzlich bestehen drei Langlaufloipen, die im Sommer als Wanderwege genutzt werden. Der bedeutendste Wanderweg ist der Nordwaldkammweg, ein 144 Kilometer langer Hauptwanderweg vom Dreisesselberg am oberösterreichisch-bayerisch-tschechischen Dreiländereck bis zum niederösterreichischen Nebelstein.

## Politik

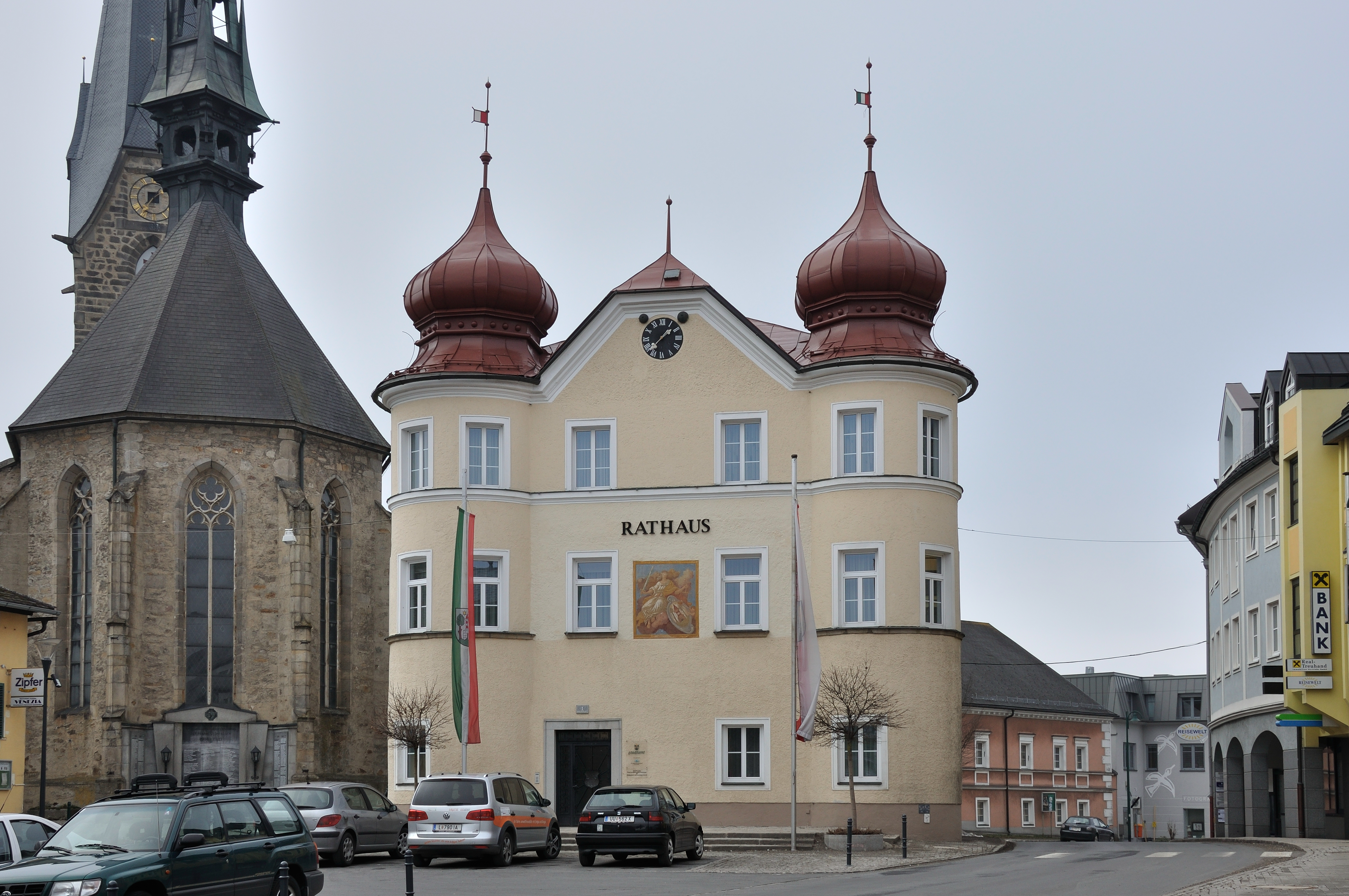
Rathaus Bad Leonfelden

### Gemeinderat
Der Gemeinderat hat 25 Mitglieder.
- Mit den Gemeinderats- und Bürgermeisterwahlen in Oberösterreich 2003 hatte der Gemeinderat folgende Verteilung: 19 ÖVP, 5 SPÖ und 1 FPÖ.
- Mit den Gemeinderats- und Bürgermeisterwahlen in Oberösterreich 2009 hatte der Gemeinderat folgende Verteilung: 16 ÖVP, 5 Bürgerliste ELWIS, 3 SPÖ und 1 FPÖ.
- Mit den Gemeinderats- und Bürgermeisterwahlen in Oberösterreich 2015 hatte der Gemeinderat folgende Verteilung: 14 ÖVP, 6 Bürgerliste ELWIS, 3 SPÖ und 2 FPÖ.
- Mit den Gemeinderats- und Bürgermeisterwahlen in Oberösterreich 2021 hat der Gemeinderat folgende Verteilung: 14 ÖVP, 4 GRÜNE, 3 STIL, 3 FPÖ und 1 SPÖ.[46]

Seit 1945 verfügte die ÖVP mit Ausnahme des Zeitraumes von 1985 bis 1991 durchgehend über die Zwei-Drittel-Mehrheit der Stimmen und Mandate, während die SPÖ meist den zweiten Platz einnahm. Die nur im Jahr 1985 angetretene ÖVP-nahe Bürgerliste wurde damals auf Anhieb zweitstärkste Partei und die ÖVP fiel auf etwa 50 %. Die FPÖ kandidiert seit 1979 und erreichte bis 2009 jeweils die wenigsten Stimmen. 2009 trat erstmals eine Wählervereinigung unter dem Namen Elwis Preslee Partei an und war bis 2021 in den Gremien vertreten.

### Gemeindepartnerschaften
- 2000   Sankt Michael im Lungau, Österreich
- 2019   Písek, Tschechien

### Patenschaften
- 1985 wurde die Patenschaft für die vertriebenen Deutschen aus der Stadt Hohenfurth (jetzt Vyšší Brod) im Kreis Kaplitz übernommen.[47]

### Gescheiterte Asylunterkunft
Mitte Dezember 2012 wurde bekannt, dass die geplante Unterbringung von 50 Asylsuchenden in der leerstehenden Pension „Böhmertor“ am Widerstand von Einwohnern gescheitert ist. Bürgermeister Alfred Hartl (ÖVP) drohte dem Besitzer der Pension gar mit der Kündigung der Freundschaft, sollte dieser die Unterbringung ermöglichen.
Weiters fiel Bürgermeister Alfred Hartl in diesem Zusammenhang durch umstrittene Aussagen wie „Sie müssen schon so leben, wie wir leben“ oder „Diese Flüchtlinge kommen zu unserem Wohlstand, den wir uns mit hartem Schweiß erarbeitet haben“ auf.

### Wappen
Die Verleihung des Rechts zur Führung eines Marktwappens erfolgte am 2. Jänner 1506 durch Kaiser Maximilian I. Anlässlich der Stadterhebung vom 27. Mai 2001 blieb das Wappen unverändert.
Blasonierung:
„In Silber auf grünem Dreiberg ein silberner, gequaderter und zinnenbewehrter Turm mit schwarzem, durch ein halbaufgezogenes, goldenes Fallgatter geöffnetem Rundbogentor, rot-weiß-rotem Aufbau mit zwei Schießlöchern und rotem, gold bekreuztem Zeltdach, rechts und links flankiert von je einem auf den äußeren Bergkuppen stehenden grünen, braunstämmigen Laubbaum und je einem goldenen, sechsstrahligen Stern.“ Die Gemeindefarben sind Grün-Weiß-Rot.
Der Wehrturm zeugt von der Befestigungsanlage der heutigen Stadt, die vermutlich um 1470 nach den Hussiteneinfällen errichtet wurde. Die Sterne und der Dreiberg charakterisieren den Sternstein, der zum Teil auf dem Gemeindegebiet liegt.

## Persönlichkeiten

### Ehrenbürger der Gemeinde
- Pater Placudus Preuer
- Pater Bruno Zach
- Pater Benedikt Kaiser
- Pater Alfons Leutgeb
- Pater Norbert Leitner
- Pater Ludwig Schaubmayr
- Abt Gabriel Fazeny
- Abt Alois Dorfer
- Abt Theobald Grasböck
- Dechant Pater Walter Pühringer
- Franz Kastner (Bürgermeister von 1890 bis 1897)
- Carl Schmidinger (Bürgermeister von 1897 bis 1918)
- Franz Steinwendner
- Rudolf Niederleithinger
- Franz Nuzko
- Emanuel Witlacil
- Ritter von Eigner
- Freiherr von Puthon
- Heinrich Gleißner, Politiker
- Erwin Wenzl, Politiker
- Franz Traxler
- Franz Huemer
- Felix Manzenreiter
- Franz Moser
- Konsulent Manfred Dumphart
- Franz Hiesl, Politiker
- Josef Pühringer, Politiker
- Georg Starhemberg, Unternehmer

### Söhne und Töchter der Gemeinde
- Theobald Grasböck (* 16. September 1846; † 27. September 1915 in Wilhering) war Zisterzienser und von 1892 bis 1915 Abt des Stifts Wilhering.
- Leopold Forstner (* 2. November 1878; † 5. November 1936 in Stockerau) war ein Material-Künstler des Wiener Jugendstils, der insbesondere der Mosaiktechnik zur Renaissance verhalf.
- Josef Hofer (* 22. Jänner 1883 in Weigetschlag; † 9. März 1948 in Weigetschlag), Landwirt und Politiker.
- Elisabeth Pfeiler (* 1961) ist eine österreichische Chorleiterin, Musikerin und Dirigentin.
- Helmut Rizy (* 4. Oktober 1943) ist ein österreichischer Schriftsteller.
- Richard Weberberger bzw. José Ricardo Weberberger OSB (* 5. September 1939; † 17. August 2010 in Linz) war Bischof der Diözese Barreiras im Bundesstaat Bahia, Brasilien.
- Karl Wohlschlager (* 14. Oktober 1924; † 14. Jänner 2000 in Linz) war Pfarrer und Ehrenbürger von Kollerschlag und Nebelberg.
- Katharina Haudum (* 1990), Schauspielerin

### Personen mit Bezug zur Gemeinde
- Alfred Würl (1925–2005), Künstler, lebte und starb hier.
- Michael Mayrhofer, Rechtswissenschaftler, Dekan der rechtswissenschaftlichen Fakultät der Johannes Kepler Universität Linz, Mitglied des Verfassungsgerichtshof (Österreich)